# Цуканов, Сергей Борисович
Серге́й Бори́сович Цука́нов (род. 14 января 1986, Отрадное, Воронежская область) — российский футболист, защитник.

## Карьера

### Клубная
Воспитанник воронежского футбола. Начинал профессиональную карьеру в местном «Динамо» в 2006 году. В 2007 году перешёл в лискинский «Локомотив». В следующем году пополнил ряды «Спортакадемклуба». В 2009—2010 годах защищал цвета «Краснодара». Сезон 2011/12 провёл во владимирском «Торпедо». Летом 2012 года перешёл в «Салют». Зимой 2014 года пополнил ряды «Сокола». Перед началом сезона 2014/2015 подписал контракт с «Балтикой» по итогам сезона стал лучшим бомбардиром клуба, забив 6 мячей в 31 матче, и был признан одним из лучших защитников лиги, а также неоднократно попадал в символическую сборную тура. 8 февраля 2016 года перешёл в «Енисей», за который из-за тяжелой травмы провёл только 3 матча за полтора года. Летом 2017 года пополнил ряды «Зоркого». В феврале 2018 года подписал контракт с клубом «Луч-Энергия». В сезоне 2018/19 защищал цвета клуба «Сызрань-2003». Завершил карьеру в брянском «Динамо».

### В сборной
24 мая 2008 года провёл единственный матч за молодёжную сборную России против сверстников из Боснии и Герцеговины (3:0), заменив после первого тайма Фёдора Кудряшова.

## Достижения
- Бронзовый призёр Первого дивизиона: 2016/17
- Победитель зоны «Центр» Второго дивизиона: 2013/14
- Бронзовый призёр зоны «Урал-Поволжье» Второго дивизиона: 2018/19